# District de Xinying
Le district de Xinying (chinois traditionnel : 新營區 ; pinyin : xīnyíng qū ; anglais : Xinying District) est un district de la municipalité spéciale de Tainan.

## Histoire
Lors du débarquement des troupes de Koxinga sur l'île de Taïwan, un nouveau village est créé afin d'y établir un de ses campements, à proximité du de l'ancien camp de Jiouying ; par contraste, cette nouvelle garnison est désignée en tant que « nouveau camp », littéralement traduisible par Xinying qui donnera son nom au territoire,.
Pendant la période de domination japonaise, Xinying se développe au carrefour des réseaux de transports de l'île : la station de Xinying est créée en 1901 le long de l'axe ferroviaire Nord-Sud. L'établissement de l'axe routier principal Nord-Sud à sa proximité en 1916 continue de favoriser le développement industriel de Xinying.
Après la Seconde Guerre mondiale, le village de Xinying est structuré en tant que canton de Xinying, et désigné en tant que siège du gouvernement du comté de Tainan. En 1981, son statut est à nouveau modifié, devenant ville de Xinying,.
Le 25 décembre 2010, alors que le comté de Tainan fusionne avec la ville de Tainan, la ville de Xinying est restructurée en tant que district de Xinying,.

## Géographie
Le district couvre une superficie de 38,54 km2.
Il compte 78 288 habitants d'après le recensement de février 2014.